# Fördraget i Bukarest (1913)

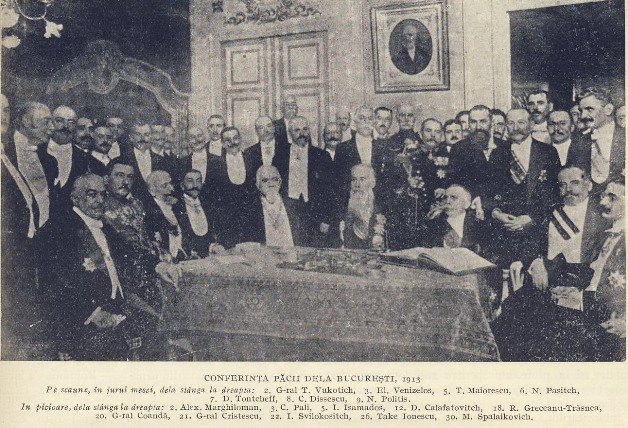
Delegtaterna

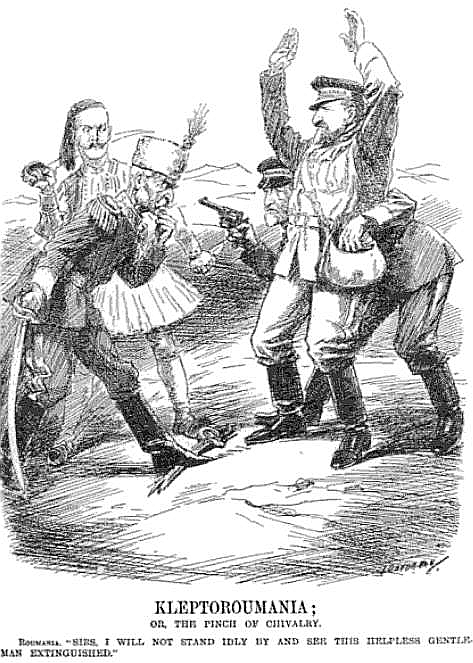
Politisk karikatyrteckning. Kung Carol I av Rumänien hotar kung Peter I av Serbien och kung Konstantin I av Grekland med pistol medan han stjäl södra Dobruja från kejsar Ferdinand I av Bulgarien

Fördraget i Bukarest  (rumänska: Tratatul de la Bucureşti; serbiska: Bukureštanski mir/ Букурештански мир; bulgariska: Договорът от Букурещ; grekiska: Συνθήκη του Βουκουρεστίου) undertecknades den 10 augusti 1913 av Bulgarien, Rumänien, Serbien, Grekland, Montenegro i Bukarest i Rumänien, och innebar slutet på Andra Balkankriget.

### Fotnoter
1. ↑  Anderson, Frank Marby; Amos Shartle Hershey (1918). ”The Treaty of Bucharest, August 10, 1913”. Handbook for the Diplomatic History of Europe, Asia, and Africa 1870-1914. Washington, DC: National Board for Historical Service, Government Printing Office